# 福柳伊三郎
福栁 伊三郎（ふくやなぎ いさぶろう、1893年3月5日 - 1926年12月11日）は、福岡県福岡市博多区出身で出羽海部屋に所属した大相撲力士。本名は三浦 伊三郎（みうら いさぶろう）。最高位は西関脇。

## 来歴
1893年3月5日に福岡県で生まれる。出羽海部屋に入門し、1910年1月場所で前相撲から初土俵を踏んだ。1917年1月場所に新十両へ昇進後、1918年1月場所で新入幕を果たした。入幕2場所目の同年5月場所から2場所連続で鳳谷五郎を倒して金星を挙げ、以後は常に幕内上位で活躍した。非力だが右四つからの寄り、上手投げに足癖など多彩な技を奮い、勝ち味の早い派手な取り口と美貌で大正期の相撲界における花形力士だった。1923年5月場所には自己最高位の西関脇に昇進して大関最有力候補と期待されたが、この場所を2勝7敗2分で大きく負け越し、昇進は果たせなかった。
以後は小結と前頭を往復していたが、1926年12月11日に福岡県戸畑市（現：北九州市戸畑区）の巡業先で、地元の後援者だった陸軍少佐によってフグが差し入れられたため、陸軍少佐と幕下格行司・式守義松と共に食べたが、そのフグは数日来の悪天候によって新鮮なフグが入手できなかったため、知人に探してもらった古いフグだった。フグを食べた福栁は食事の後に乗った帰路の船内で激しい腹痛を起こし、「どうも変だ。（フグ中毒に）やられたかな…」と最後に言い残し、数時間後には昏睡状態に陥った。一度は民間療法（燕の巣の煮汁を口から流し込んで冷水を全身に浴びせて揉む方法）によって一旦は蘇生しかかったものの、注射を打ったのが祟ったのか手当ての甲斐なく没した。33歳没。角界には「福柳死ス」との電報が届いた。
式守義松は直前に酒を飲んだためか治療中にフグを吐き（福栁は吐けなかった）、さらに注射を打たなかったためか一命を取り留めたが、亡くなった福栁を偲んで、翌年に式守伊三郎と改名のうえ、自らの娘にも福子、柳子と名付けている。しかし、柳子は終戦直前から直後にかけて発生した小平事件で犠牲となった。

## 主な成績
- 通算成績：96勝71敗14分7預10休 勝率.575
- 幕内成績：88勝68敗14分6預10休 勝率.564
- 現役在位：34場所
- 幕内在位：18場所
- 三役在位：4場所（関脇1場所、小結3場所）
- 金星：2個（鳳2個）

### 場所別成績
| 1910年 （明治43年） | （前相撲）             | 西序ノ口25枚目 –       |
| 1911年 （明治44年） | 東序二段78枚目 –       | 東序二段53枚目 –       |
| 1912年 （明治45年） | 西序二段36枚目 –       | 西序二段12枚目 –       |
| 1913年 （大正2年） | 西序二段18枚目 –       | 西三段目50枚目 –       |
| 1914年 （大正3年） | 東三段目12枚目 –       | 西幕下58枚目 –         |
| 1915年 （大正4年） | 西幕下22枚目 –         | 西幕下30枚目 –         |
| 1916年 （大正5年） | 西幕下45枚目 –         | 東幕下12枚目 4–1       |
| 1917年 （大正6年） | 西十両11枚目 4–1       | 西十両2枚目 4–2 1預    |
| 1918年 （大正7年） | 東前頭17枚目 6–3 1分   | 東前頭7枚目 7–3 ★      |
| 1919年 （大正8年） | 東前頭筆頭 5–3 2分 ★   | 東前頭筆頭 0–2–8       |
| 1920年 （大正9年） | 東前頭7枚目 6–3 1分    | 西前頭4枚目 5–2 1分2預 |
| 1921年 （大正10年） | 西前頭2枚目 4–6        | 東前頭6枚目 6–4        |
| 1922年 （大正11年） | 東前頭筆頭 5–5         | 西前頭2枚目 4–3 1分2預 |
| 1923年 （大正12年） | 東前頭筆頭 6–2 2分     | 西関脇 2–7 2分         |
| 1924年 （大正13年） | 西前頭2枚目 4–3 2分1預 | 東前頭筆頭 7–3–1       |
| 1925年 （大正14年） | 東小結 5–4 1分1預      | 西小結 4–6 1分         |
| 1926年 （大正15年） | 西前頭3枚目 7–4        | 東小結 引退 5–5–1      |
| 各欄の数字は、「勝ち-負け-休場」を示す。 優勝 引退 休場 十両 幕下 三賞：敢=敢闘賞、殊=殊勲賞、技=技能賞 その他：★=金星 番付階級：幕内 - 十両 - 幕下 - 三段目 - 序二段 - 序ノ口 幕内序列：横綱 - 大関 - 関脇 - 小結 - 前頭（「#数字」は各位内の序列） |                        |                        |

- 幕下以下の地位は小島貞二コレクションの番付実物画像による。